# Mirasierra (metrostation)
Mirasierra is een metrostation in het stadsdeel Fuencarral-El Pardo van de Spaanse hoofdstad Madrid. Het station werd geopend op 28 maart 2011 en wordt bediend door lijn 9 van de metro van Madrid.